# Хетлинген (Цюрих)
Хетлинген (нем. Hettlingen ZH) — коммуна в Швейцарии, в кантоне Цюрих.
Входит в состав округа Винтертур. Население составляет 2923 человека (на 31 декабря 2007 года). Официальный код — 0221.